# Internet Security Association and Key Management Protocol
Internet Security Association and Key Management Protocol (ISAKMP) es un protocolo criptográfico que constituye la base del protocolo de intercambio de claves IKE. Está definido en el RFC 2408.
ISAKMP define los procedimientos para la autenticación entre pares, creación y gestión de asociaciones de seguridad, técnicas de generación de claves, y la mitigación de la amenaza (por ejemplo, ataques de denegación de servicio o ataques de repetición). ISAKMP normalmente utiliza IKE para el intercambio de claves aunque pueden ser implementados otros métodos.[cita requerida]
ISAKMP define los procedimientos y formatos de paquetes para establecer, negociar, modificar y eliminar las SA (asociaciones de seguridad). Una Asociación de Seguridad contiene toda la información necesaria para la ejecución de diversos servicios de seguridad de red, como a nivel IP (IPsec AH o ESP), transporte o servicios de la capa de aplicación. ISAKMP define el formato para el intercambio de generación de claves y datos de autenticación. Proporciona un marco coherente para la transferencia de claves y datos de autenticación, que es independiente de la técnica de generación de claves, el algoritmo de cifrado y el mecanismo de autenticación.
ISAKMP se distingue del protocolo IKE de intercambio de claves por separar los detalles de la seguridad de administración de la asociación (y de gestión de claves) de los detalles de intercambio de claves. 
Puede haber muchos diferentes protocolos de intercambio de claves, cada una con propiedades de seguridad diferentes. Sin embargo, un marco común que es necesario para acordar el formato de atributos, SA, y para la negociación, la modificación  y borrado de SAs. ISAKMP proporciona de este marco común. 
ISAKMP puede aplicarse sobre cualquier protocolo de transporte. Todas las implementaciones de ISAKMP deben incluir la capacidad de enviar y recibir en el puerto UDP 500. Además, se debe permitir en el destino el puerto UDP 4500, si el origen de la conexión atraviesa un NAT.